# Die Magnetischen
Die Magnetischen ist ein französisches Coming-of-Age-Drama von Vincent Maël Cardona aus dem Jahr 2021. Der Film spielt zur Zeit des Post-Punk und New Waves in der französischen Provinz und in Berlin.

## Handlung
1981 in der französischen Provinz: Der schüchterne Philippe Bichon lebt im Schatten seines Bruders Jérôme Bichon. Die beiden betreiben einen Piratensender, der ausschließlich Post-Punk, Wave und Gothic spielt. Jérôme  ist der im Vordergrund stehende Moderator, während sich Phillipe um die Technik kümmert und eigene Musikstücke aus Loops und Samples erstellt. Daneben arbeiten sie im elterlichen Betrieb, einer Kfz-Werkstatt, die eher schlecht als recht läuft. Hier kümmert sich Jérôme um die Technik, während Philippe die Abrechnungen macht. Die Mutter verstarb schon als die beiden noch Kinder waren, zum Vater besteht ein gespanntes Verhältnis.
Als eines Abends die hübsche Marianne bei den beiden übernachtet, verliebt sich Phillipe in diese. Obwohl sie mit Jérôme zusammen ist, geht sie auf seine unbeholfenen Anwerbeversuche ein. Doch Philippe hat ein weiteres Problem: er wurde zur Musterung einberufen. Er holt sich Tipps bei all seinen Freunden und entscheidet sich einen Mutismus vorzuspielen, um ausgemustert zu werden. Doch das Musterungsbüro setzt ihm eine scheinbar traurige Ärztin vor und er fällt aus seiner Rolle, indem er sie anspricht. So wird er als tauglich eingestuft und nach Berlin in den französischen Sektor verlegt. Nach einer großen Abschiedsfeier in seinem Heimatort offenbart er Marianne fast seine Zuneigung. Doch im letzten Moment schweigt er und gibt ihr einen hastigen Kuss. Sie gibt ihm einige Kassetten mit deutscher Punk-, Postpunk-Musik und Neuer Deutscher Welle mit.
In Berlin leistet er seinen Wehrdienst ab. Als er beim Durchhören auf einem der Bänder eine versteckte akustische Nachricht von Marianne entdeckt, mit der sie ihm ihre Liebe gesteht, beschließt er ihr ebenfalls eine Botschaft zu senden. Er schleicht sich in das Tonstudio seiner Kaserne ein, wo er einem anderen Soldaten begegnet, der sich gleichfalls als Radiomoderator betätigt. Dieser überredet ihn zu einem Vorstellungsgespräch beim britischen Rundfunksender British Forces Broadcasting Service. Dort erzählt er dem Moderator einer Musiksendung, dass er Marianne gerne den Song Teenage Kicks von den Undertones widmen würde. Als der Moderator fragt warum, zitiert er den Refrain. In der eigentlichen Sendung will der Moderator für das Publikum seine Unterhaltung mit Philippe wiederholen, doch dieser stockt. Anschließend beginnt er einen gigantischen Loop zu bauen, bis der Song einsetzt. So kann er Marianne aus der Ferne seine Liebe gestehen und bekommt die Möglichkeit, bei dem Sender zu arbeiten. Nach einer anschließenden Party im Ostteil der Stadt wird er bei der Rückreise nach West-Berlin von der Militärpolizei verhaftet und kann sich deshalb nicht mehr bei Marianne melden.
Auf Urlaub kehrt er in sein Dorf zurück, wo Marianne überwiegend abweisend reagiert. Derweil steht es um Jérôme nicht sehr gut. Er rebelliert offen gegen seinen Vater, nimmt Drogen und lässt sich zu immer mehr waghalsigen Aktionen hinreißen. Bei einer nächtlichen Party lassen sich die beiden auf Holzstücken von einem fahrenden Auto hinter sich herziehen, dabei lässt Jérôme los und verletzt sich schwer.
Zurück in Berlin arbeitet er weiter als DJ beim Radio. Eines Tages wird er von seinen Vorgesetzten zum Telefon gebracht. Sein Vater berichtet ihm, das Jérôme nach einem Streit den Wagen von Marianne entwendet hat und nach Spanien fahren wollte. Er habe jedoch nicht einmal die Provinz verlassen, da er völlig betrunken einen Unfall hatte und direkt gestorben sei. Philippe kehrt zur Beerdigung zurück und repariert den Wagen von Marianne, die mit ihrem kleinen Kind den Ort endgültig verlässt. Philippe bleibt enttäuscht zurück. Bald nimmt jedoch auch er mit unbekanntem Ziel Abschied von der Provinz und innerlich von seiner Jugendliebe.

## Synchronisation

Marie Colomb spielt Marianne

Die deutsche Fassung des Filmes wurde in den K13 Studios Berlin produziert. Das Dialogbuch und die Dialogregie übernahm Klaus Hüttmann.
| Rolle           | Schauspieler     | Synchronsprecher |
| --------------- | ---------------- | ---------------- |
| Philippe Bichon | Thimotée Robart  | Julian Tennstedt |
| Marianne        | Marie Colomb     | Flavia Vinzens   |
| Jérôme Bichon   | Joseph Olivennes | Asad Schwarz     |
| Francis         | Fabrice Adde     | Dennis Sandmann  |
| Nathalie        | Louise Anselme   | Godje Hansen     |
| Kader           | Younes Boucif    | Julien Haggège   |
| Jean-Jacques    | Maxence Tual     | Bernd Egger      |
| Patricia        | Judith Zins      | Katrin Weigel    |

## Hintergrund
Die Magnetischen ist Vincent Maël Cardonas Debütfilm nach einer Reihe von Kurzfilmen. Die Handlung des Films wurde in das Jahr 1981, einem Jahr des Aufbruchs in Frankreich gelegt. Politisch verband  sich mit der Wahl des Sozialisten François Mitterrand zum französischen Staatspräsidenten eine große Hoffnung, insbesondere bei der Jugend. Musikalisch folgte der New Wave und der Post-Punk dem ursprünglichen Punkstil. Dies ließ sich auch im Radio bemerken, denn mehr digitale Elemente fanden Einzug, die auch im Film dargestellt werden. Der Film wurde zwar digital gedreht, jedoch wurden anamorphe Objektive verwendet, um einen körnigen Look entstehen zu lassen.
Seine Premiere hatte der Film 2021 auf dem Festival in Cannes in der Quinzaine de Réalisateurs. In Deutschland hatte er seinen Kinostart am 28. Juli 2022.

## Rezeption

### Auszeichnungen
Der Film wurde 2022 mit einem César in der Kategorie Bester Debütfilm ausgezeichnet. Hauptdarsteller Thimotée Robart war als bester Hauptdarsteller nominiert. Eine weitere Nominierung erhielt der Film für den Besten Ton. Beim Prix Lumières gewann Robart 2022 den Preis als Bester Nachwuchsdarsteller. In Cannes gewann der Film den Prix SACD (bester französischsprachiger Film).

### Kritiken
In der epd film vergab Britta Schmeis vier von fünf Sternen und schrieb: „Cardonas Film ist Coming-of-Age-Geschichte mit schwieriger Vater-Sohn-Bruder-Konstellation, die Amour fou eines jungen, unsicheren Erwachsenen und eine Art Zeitdokument, das das Lebensgefühl einer besonderen Epoche abbildet. „Die Magnetischen“ (…) ist hinreißend und traurig – und unbedingt in der Dunkelheit eines Kinos zu sehen.“
Anna Wollner bezeichnete den Film in ihrer Rezension für den NDR als „ein pulsierendes Stimmungsbild der Zeit, eine Liebeserklärung an die Musik der 1980er, das Radio und zuletzt auch ein klassisches Bruder-Melodram. Die visuelle Umsetzung von Regisseur Cardona [sei] voller Sehnsucht und virtuos.“ Anke Sterneborg von der rbbKultur-redaktion vergab fünf von fünf Sternen und schrieb: „So vieldeutig wie der Titel Les Magnetiques, Die Magnetischen (…) ist der ganze Film angelegt, zugleich eine Zeitreise in die frühen 80er-Jahre in Frankreich, in denen der Sozialist Mitterand gewählt wurde, in das geteilte Berlin von damals mit all seinen musikalischen Verlockungen - von Malaria bis Nina Hagen und vor allem in die wundersame Zeit der analogen Töne. Last but not least ist der Film auch eine zartromantische Liebesgeschichte und ein beflügelndes Coming of Age.“
Die Bundeszentrale für politische Bildung empfiehlt den Film für den Einsatz im Schulunterricht in verschiedenen Fächern.